# سي إس آي: نيويورك
سي اس أي:نيويورك، هو مسلسل تلفزيوني أمريكي عرض على شبكة سي بي إس من 22 سبتمبر 2004 إلى 22 فبراير 2013، بإجمالي تسعة مواسم و197 حلقة. يعرض المسلسل التحقيقات التي أجراها فريق من علماء الطب الشرعي وضباط الشرطة في شرطة نيويورك المعروفين باسم "محققو مسرح الجريمة" أثناء بحثهم في الظروف المحيطة بالوفيات الغامضة والجرائم الأخرى.

## بطولة
- غاري سينيز
- فينيسا فرليتو
- سيلا وورد

## وصلات خارجية
- سي إس آي: نيويورك على موقع IMDb (الإنجليزية)
- سي إس آي: نيويورك على موقع ميتاكريتيك (الإنجليزية)
- سي إس آي: نيويورك على موقع الموسوعة البريطانية (الإنجليزية)
- سي إس آي: نيويورك على موقع روتن توميتوز (الإنجليزية)
- سي إس آي: نيويورك على موقع فيلمافينيتي (الإسبانية)
- سي إس آي: نيويورك على موقع كينوبويسك (الروسية)
- سي إس آي: نيويورك على موقع ألو سيني (الفرنسية)
- سي إس آي: نيويورك على موقع قاعدة بيانات الفيلم (الإنجليزية)

- الموقع الإلكتروني